# Shackled (film fra 1918)
Shackled er en amerikansk stumfilm fra 1918 af Reginald Barker.

## Medvirkende
- Louise Glaum - Lola Dexter
- Charles West - Walter Cosgrove
- John Gilbert - James Ashley
- Roberta Wilson - Edith Danfield
- Lawson Butt - Thomas Danfield